# なな色マジック
『なな色マジック』（なないろマジック）は、あさぎり夕による日本の漫画作品。
『なかよし』（講談社）にて1986年5月号から1988年8月号まで連載された。単行本は講談社コミックスなかよしより全6巻。1999年、講談社漫画文庫が刊行。 2015年、なかよし60周年記念で復刻された。
1987年度（昭和62年）、第11回講談社漫画賞少女部門受賞。

## あらすじ
斉藤菜々子はとてもおてんばな女の子。中学2年の新学期、大好きなラッキーセブンの出席番号になれて大喜び。しかも男子の7番は自分は知らないけれど、みんなの憧れる小林一樹。わくわく気分で教室に向かっている途中、見知らぬ男子にスカートを覗かれて大激怒。その相手はなんと小林一樹だった。自身のコンプレックスの対象である姉・友理の大ファンだという一樹とは、なるべく関わりたくないのになぜか仲良くなってしまう。しかし友理があの相本友理であることは秘密。
ひょんなことから菜々子の家に一樹が居候することになったが、一樹の色々な一面を知っていくうちに菜々子は彼に惹かれていく。そんなある日、姉が相本友理だとばれてしまい…。

## 登場人物
斉藤菜々子（さいとう ななこ）
1973年7月7日生まれで、中学生。2年7組7番。小さい頃から姉と比べられてきたからか、姉がコンプレックスである。ガサツだが根は優しい性格。一樹の隣席になった上、ひょんなことから同居する。バレー部兼料理部員。かなりのしっかり者で手先が器用。藤村良に誘われ、バレー部をやめ演劇部へ入る。
初主演舞台は「緑の森」（主人公：リーマ役）。
斉藤友理（さいとう ゆうり）/ 相本友理（あいもと ゆうり）
菜々子の双子の姉であり、後者は芸名。アイドルとして活躍しており、かなりの美人。小さい頃より周りからちやほやされてきた。天然な性格。運動神経が無く、舞台の代役を菜々子に頼むことがしばしばある。
小林一樹（こばやし かずき）
菜々子のクラスメイトで、ダンスが大好きなお祭り少年。友理のファン。Bに憧れ、自分もBのまねをしてストリートダンスを踊っているところを菜々子に見られる。菜々子の家に居候する。後に友理のマネージャーにスカウトされ、アイドルとしてデビューする。デビュー曲のタイトルは「ピエロ」。
辻雅也（つじ まさや）/ B
ストリートダンサーであり、ワイルドな美形。ダンスグループ「キラー」のリーダーだったが、解散してソロデビューする。一樹の憧れのダンサーだった。菜々子のことを思っている。
水越麗（みずこし れい）
菜々子が友理の代理で舞台に出ることを邪魔する。Bの元恋人。
ミッシェル・ソレル
菜々子が原宿で出会った、青い瞳の大道芸人。実はフランスの有名な振り付け師で、Bを主役に舞台を考える。
藤村良（ふじむら りょう）
菜々子の演劇部部長。通称りょーしゃん。家元の家系で、ダンスと演劇に並々ならない情熱を持っている。かなりの美形で、奈々と共演した「緑の館」アベル役を見た他校生からラブレターをもらうシーンがある。演劇以外には興味がない。ミッシェルの大ファンで、ビデオを大量に所持している。そのため、ミッシェルに目をつけられたBをライバル視する傾向にある。空手の有段者。

## 書誌情報
- あさぎり夕 『なな色マジック』 講談社〈講談社コミックスなかよし〉、全6巻
  1. 1987年3月2日発売、ISBN 4-06-178563-X
  2. 1987年6月2日発売、ISBN 4-06-178573-7
  3. 1987年10月2日発売、ISBN 4-06-178587-7
  4. 1988年2月2日発売、ISBN 4-06-178599-0
  5. 1988年7月4日発売、ISBN 4-06-178608-3
  6. 1988年10月3日発売、ISBN 4-06-178614-8
- あさぎり夕 『なな色マジック』 講談社〈講談社漫画文庫〉、全3巻
  1. 1999年11月11日発売、ISBN 4-06-260662-3
  2. 1999年11月11日発売、ISBN 4-06-260663-1
  3. 1999年11月11日発売、ISBN 4-06-260664-X
- あさぎり夕 『なな色マジック なかよし60周年記念版』 講談社〈KCデラックス〉、全6巻[1]
  1. 2015年9月5日発売、ISBN 978-4-06-377264-7
  2. 2015年9月5日発売、ISBN 978-4-06-377265-4
  3. 2015年9月5日発売、ISBN 978-4-06-377266-1
  4. 2015年10月6日発売、ISBN 978-4-06-377278-4
  5. 2015年10月6日発売、ISBN 978-4-06-377279-1
  6. 2015年10月6日発売、ISBN 978-4-06-377280-7

## 関連作品

### イメージアルバム
- 「なな色マジック」
- 「なな色マジック2　SHADOW」

### キャラクターソング
- 「ピエロ/君はおませなポップコーン」 - 小林一樹のデビュー曲